# Stanisław Sobieski
Stanisław Sobieski herbu Janina (ur. ok. 1450, zm. między 1508 a 1516) – pierwszy poświadczony historycznie właściciel Sobieszyna.

## Życiorys
Stanisław Sobieski urodził się około 1450 w Sobieszynie. Był synem Mikołaja Sobieskiego i jego nieznanego pochodzenia żony, Jadwigi. Około 1480 poślubił Małgorzatę Krzyniecką, córkę Sebastiana. Z małżeństwa Stanisława i Małgorzaty pochodziło pięcioro dzieci:
- Mikołaj – dziedzic Sobieszyna,
- Walenty – dziedzic Radoryża,
- Zbigniew – dziedzic Krzyńca,
- Sebastian – dziedzic Chmielnika, Jaskowic i Blinowa,
- Urszula – żona Stanisława Ożarowskiego.

W dokumencie z 1508 Stanisław wymieniany jest jako właściciel kilku wsi, w tym Sobieszyna. Stanisław Sobieski zmarł między 1508 a 1516.